# يفغيني غينر
يفغيني غينر (بالروسية: Евгений Леннорович Гинер)‏ هو رائد أعمال روسي، ولد في 26 مايو 1960 في خاركيف في أوكرانيا.